# Salwa Hegazy
Pour les articles homonymes, voir Salwa.
Salwa Hegazy, née au Caire en 1933, morte dans le Sinaï en 1973, est une femme de lettres d'expression française et une personnalité de la télévision égyptienne, une des premières speakerines et une animatrice d'émissions culturelles.

## Biographie
Née le 1er janvier 1933, fille d’un conseiller juridique, elle reçoit une formation en arabe et en français, étudiant notamment au lycée français du Caire. En 1956, la crise du canal de Suez  provoque une rupture entre l’Égypte et la France et la mise en sourdine du mouvement francophone au Caire : presse, publications, etc.  De nombreux auteurs et lecteurs francophones quittent le pays.  Salwa Hegazy poursuit pour autant son cheminement dans une société égyptienne affirmant un certain dynamisme  sous l’ère du président Nasser.  Elle fait partie de la première génération de speakerine de la télévision égyptienne. Elle devient, avec Leïla Rostom et Amani Nached, une des personnalités féminines de cette télévision, et y présente des émissions culturelles,.
Dans les années 1960, la politique arabe du général de Gaulle permet de rétablir des relations plus cordiales entre l’Égypte et la France, et au mouvement francophone en Égypte de redémarrer. Salwa Hegazy publie des recueils de poésie en français, notamment Ombres et clartés en 1964 et Jours sans fin en 1970.
Le 21 février 1973, alors qu’elle voyage à bord d'un appareil de la Libyan Airways, le vol 114, et rentre au Caire en provenance de Tripoli, son avion de ligne est abattu par des avions de chasse de l’aviation israélienne. L'avion avait raté l'aéroport du Caire à cause d'une mauvaise météo et d'un radar en panne. Il a ensuite dépassé par erreur le canal de Suez et est entré au-dessus du désert du Sinaï alors occupé par Israël, déclenchant le tir de la chasse israélienne,.